# Maltecora divina
Maltecora divina är en spindelart som beskrevs av Simon 1909 [1910. Maltecora divina ingår i släktet Maltecora och familjen hoppspindlar. Inga underarter finns listade i Catalogue of Life.